# Loch an t-Seilich
Loch an t-Seilich är en sjö i Storbritannien.   Den ligger i kommunen Highland och riksdelen Skottland, i den norra delen av landet, 600 km norr om huvudstaden London. Loch an t-Seilich ligger 425 meter över havet. Arean är 0,91 kvadratkilometer. Omgivningarna runt Loch an t-Seilich är i huvudsak ett öppet busklandskap. Den sträcker sig 1,8 kilometer i nord-sydlig riktning, och 1,0 kilometer i öst-västlig riktning.